# Museen der Stadt Dresden

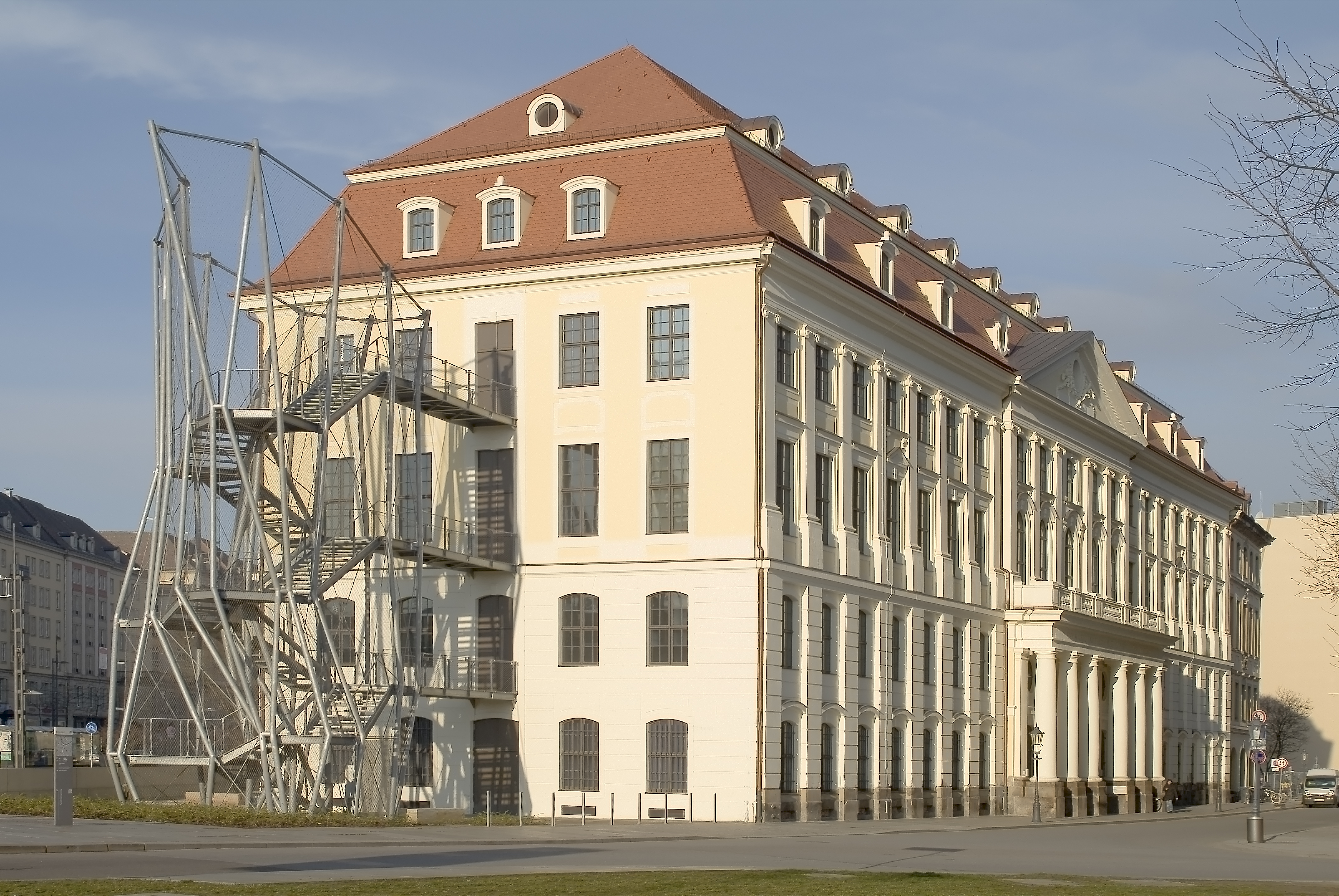
Das Landhaus Dresden – Sitz des Stadtmuseums (2008)

Die Museen der Stadt Dresden sind ein Verbund zehn kommunaler Museen der sächsischen Landeshauptstadt. Nach den Staatlichen Kunstsammlungen sind die Museen der Stadt Dresden der zweitgrößte Verbund von Museen in Dresden.

## Museen
- Das Stadtmuseum Dresden, bereits 1891 gegründet, bildet den Kern der Museen der Stadt Dresden. Das stadtgeschichtliche Museum befindet sich seit 1966 im Landhaus.
- Die Städtische Galerie Dresden entstand ab 2002 als städtisches Kunstmuseum aus dem Stadtmuseum heraus und befindet sich wie dieses im Landhaus.
- Die Technischen Sammlungen Dresden sind das städtische Technikmuseum und Science Center im Ernemann-Bau im Stadtteil Striesen.
- Das Kunsthaus Dresden in der Inneren Neustadt bietet als städtische Galerie für Gegenwartskunst mit wechselnden Ausstellungen Einblicke in das Kunstgeschehen der Welt.
- Das Leonhardi-Museum ist in der ehem. Hentschelmühle im Loschwitzgrund und zeigt neben Bildern des Museumsgründers ebenfalls wechselnde Ausstellungen zeitgenössischer Kunst.
- Das Carl-Maria-von-Weber-Museum ist ein Musikmuseum in Hosterwitz, das dem Komponisten Carl Maria von Weber in dessen ehemaligem Sommerwohnsitz gewidmet ist.
- Das Kraszewski-Museum ist das erste binationale Museum Deutschlands und ist dem polnischen Schriftsteller, Maler, Historiker und Komponisten Józef Ignacy Kraszewski gewidmet.
- Das Kügelgenhaus – Museum der Dresdner Romantik befindet sich in der Inneren Neustadt und stellt die in Dresden wirkenden Künstler der Romantik vor.
- Das Palitzsch-Museum thematisiert die Prohliser Ortsgeschichte und den Bauern Johann George Palitzsch, den Entdecker des Halleyschen Kometen.
- Das Schillerhäuschen in Loschwitz würdigt den Aufenthalt des Nationaldichters und seine Beziehung zur Familie Körner.

## Geschichte
Der Museumsverbund entstand 1919 als „Städtische Sammlungen Dresden“. Unter diesem Namen wurden das 1891 gegründete Stadtmuseum Dresden, das bereits seit 1885 zugängliche ehemalige Körner-Museum sowie das 1888 eröffnete ehemalige Schilling-Museum auf Initiative von Georg Minde-Pouet einer gemeinsamen Leitung unterstellt. Das Körnermuseum befand sich im 1945 zerstörten Wohnhaus Christian Gottfried Körners nahe dem Japanischen Palais und befasste sich unter anderem auch mit Werken von dessen Sohn Theodor. Das Schilling-Museum in der Pirnaischen Vorstadt war dem Bildhauer Johannes Schilling gewidmet; das Gebäude war nach Plänen von dessen Sohn Rudolf errichtet worden. Während das Stadtmuseum bis heute besteht, fielen die beiden anderen Museen 1945 den Luftangriffen auf Dresden zum Opfer.
Ab 1950 waren die Städtischen Sammlungen in der damaligen Stadthalle in der Albertstadt untergebracht. Ab 1956 bestanden sie aus zwei Abteilungen, von denen eine aus dem Stadtmuseum und die andere aus dem in der frühen DDR-Zeit neugeschaffenen Museum für Geschichte der Dresdner Arbeiterbewegung hervorgegangen war. Ab 1957 übernahm der vorherige Leiter des Kulturbundes in Dresden, Linus Hamann, die Leitung der Städtischen Sammlungen. Das Stadtmuseum Dresden wurde 1966 als Institut und Museum für Geschichte der Stadt Dresden wiedergegründet. Es unterhielt als Außenstellen das 1957 eingerichtete C.-M.-v.-Weber-Museum, das 1960 eröffnete Kraszewski-Museum, das Museum der Dresdner Romantik sowie das Schillerhäuschen. Seit 1990 heißt es wieder Stadtmuseum.
Den Städtischen Museen wurden außerdem die Technischen Sammlungen Dresden sowie das damalige Heimat- und Palitzschmuseum Prohlis zugeordnet. Im Jahre 2002 kam durch die Ausgliederung der Städtischen Galerie aus dem Stadtmuseum ein achtes Museum hinzu. Direktor der Museen der Stadt Dresden ist seit 2008 Gisbert Porstmann.
2015 besuchten 177.000 Gäste die Museen der Stadt Dresden. Dies entsprach einem Zuwachs von vier Prozent im Vergleich zu 2014. Im Jahr 2017 kamen 216.800 Besucher in die acht Museen, die meisten von ihnen (95.470) in die Technischen Sammlungen.

## Trivia
Das KraftWerk – Dresdner Energiemuseum wird von der Drewag betrieben, die sich zu 90 Prozent in städtischer Hand befindet.